# Alberto Ruiz-Gallardón Jiménez
Alberto Ruiz-Gallardón Jiménez (Madrid, 11 december 1958) is een Spaans politicus, lid van de conservatieve Partido Popular. Tijdens zijn loopbaan is hij burgemeester van Madrid, president van de regio Madrid en minister geweest.

## Loopbaan
Ruiz-Gallardón wordt geboren in Madrid als zoon van twee advocaten. Zijn vader, José María Ruiz-Gallardón heeft tevens deel uitgemaakt van het dagelijks bestuur van de partij Alianza Popular. Zelf studeert hij ook rechtsgeleerdheid aan de CEU San Pablo Universiteit in Madrid, dan nog onderdeel van de Complutense Universiteit van Madrid, en is een poosje werkzaam bij de provinciale rechtbank van Málaga.
Ruiz-Gallardón maakt een bliksemcarrière binnen de politiek. In 1983 wordt hij tot gemeenteraadslid verkozen in Madrid voor de Alianza Popular. In 1986 gaat hij deel uitmaken van het dagelijks bestuur van de partij en in hetzelfde jaar is hij, op 28-jarige leeftijd, zelfs tijdelijk secretaris-generaal. In 1987 wordt hij verkozen tot vertegenwoordiger in de Asemblea de Madrid, het parlement van de regio Madrid. Een maand later, als Antonio Hernández Mancha tot partijvoorzitter verkozen wordt, wordt Ruiz-Gallardón door hem benoemd tot woordvoerder van de partij. Hij wordt ook woordvoerder in de senaat, wat hij zal doen tijdens legislaturen III, IV en V, tot hij in 1995 tot president van de regio Madrid verkozen wordt.

### President van de Comunidad de Madrid
In 1995 wint hij ruimschoots de regionale verkiezingen in Madrid. De Partido Popular (opvolger van de Alianza Popular) behaalt bij deze verkiezingen een absolute meerderheid in de regio en Ruiz-Gallardón wordt regionaal president. Zijn bestuur kenmerkt zich door dialoog met vakbonden en werkgevers, zo wordt er onder andere een 35-urige werkweek in de regionale overheid bereikt. Bovendien begeleidt hij de overdracht van verantwoordelijkheden over gezondheidszorg en onderwijs vanuit de centrale regering.

### Burgemeester van Madrid
In 2003 vraagt premier Aznar hem zich kandidaat te stellen voor het burgemeesterschap van Madrid, in samenwerking met diens vrouw, Ana Botella, die tweede op de kieslijst komt te staan. Hij wint de verkiezing van onder anderen de socialistische Trinidad Jiménez, zijn nicht. In 2007 wordt hij herkozen.
Als burgemeester onderneemt hij het Project Madrid Calle 30, een grote verbouwing van de Madrileense ringweg M-30. Het belangrijkste element van dit project is het aanleggen van een tunnel onder de rivier de Manzanares en het zuidelijke gedeelte van de ringweg, om op de weg parken en andere groene ruimtes aan te kunnen leggen. Het project komt in opspraak omdat het tribunaal van Madrid oordeelt dat het in strijd is met wetgeving rondom volksgezondheid, milieu en historisch en cultureel erfgoed. Ook stromen gedeeltes van de weg onder bij zware regenval. Tijdens zijn tweede termijn wordt de stad kandidaat gesteld voor de Olympische Spelen van 2016, wat verloren wordt van Rio de Janeiro. Eerder waren ook de spelen van 2012 niet binnengehaald. De gemeente Madrid komt zwaar in de schulden door de verschillende projecten en is aan het einde van Ruiz-Gallardóns tweede termijn de Spaanse gemeente met de hoogste schuldenlast.
Andere projecten die tijdens zijn termijnen worden uitgevoerd zijn het uitrollen van de ‘‘ley de la Capitalidad’’ waarbij de gemeente meer bevoegdheden krijgt, en het oprichten van een speciale verkeerspolitie in de stad.
Ondanks de grote schuld die hij achterlaat in de gemeentekas, is hij een van de populairste politici van Spanje, ook al wordt hij in eigen gelederen bekritiseerd omdat hij te progressief zou zijn. Vooral als hij in 2006 ertoe overgaat als burgemeester homohuwelijken af te sluiten komt hem op veel kritiek te staan. Ook zijn er tijdens zijn burgemeesterschap de nodige wrijvingen met presidente van de regio Madrid en partijgenoot Esperanza Aguirre, die de harde lijn van de partij aanhangt.

### Minister van justitie
Als de Partido Popular de parlementsverkiezingen van 2011 wint, benoemt de nieuw verkozen premier Mariano Rajoy hem tot minister van justitie. Op 21 december aanvaardt hij de post, en op 22 december legt hij het burgemeesterschap van Madrid neer. Ana Botella zou hem in die laatste post opvullen. Nadat duidelijk werd dat zijn conservatieve wetsvoorstel om het recht op abortus zeer te beperken – een verkiezingsbelofte van de Partido Popular uit 2011 – en terug te keren naar de situatie van voor 1985 geen meerderheid zou krijgen, is hij op 23 september 2014 afgetreden. Na dertig jaar activiteit wil hij zich volledig uit de politiek terugtrekken.

### Beschuldiging van corruptie
Op 26 april 2018 wordt Ruiz-Gallardón in staat van beschuldiging gesteld in de zaak-Lezo, een corruptieschandaal waarbij meerdere gezagsdragers in de regio Madrid worden beschuldigd van het verduisteren van publiek geld van het regionale waterbedrijf, Canal de Isabel II.

## Persoonlijk leven
Ruiz-Gallardón is getrouwd met de dochter van een ex-minister onder Francisco Franco en heeft vier kinderen. Zoals gezegd is hij de neef van Trinidad Jiménez, die lid is van de rivaliserende PSOE, en verschillende ministersposten in de regeringen van José Luis Zapatero heeft bekleed.
- Biblioteca Nacional de España: XX937788
- Gemeinsame Normdatei: 138954135
- International Standard Name Identifier: 0000 0001 1459 2500
- Library of Congress Control Number: n2008043924
- Nationale Bibliotheek van Tsjechië: mzk2008448670
- Système universitaire de documentation: 151046271
- Virtual International Authority File: 166692016
- WorldCat: E39PBJmTkfg8wDTq8tctxyGvHC